# Pelé: il re del calcio
Pelé: il re del calcio (Pelé: the King of Soccer) è un film documentario del 2021 diretto da David Tryhorn e Ben Nicholas prodotto da Netflix.

## Trama
Il film racconta la vita carriera di Pelé, in parallelo alla situazione politica brasiliana.